# Everlasting Dream
『Everlasting Dream』（エバーラスティング ドリーム）は、OxTの11作目のシングル。2020年2月5日にポニーキャニオンより発売された。

## 概要
前作『ゴールデンアフタースクール』から約10か月ぶりのシングル。
表題曲は、前作に続きテレビアニメ『ダイヤのA actII』のエンディングテーマとして使用され、2020年1月20日に先行配信された。
カップリングには2019年9月29日にオリンパスホール八王子にて開催されたオーケストライベント『ダイヤのA actⅡThe ORCHESTRAⅡ』で披露された「ゴールデンアフタースクール」のライブ音源が収録されている。
初回限定盤と通常盤、アニメジャケット盤の3形態で発売され、初回限定盤には今作の表題曲と前作の表題曲「ゴールデンアフタースクール」のそれぞれのミュージックビデオが収録された。なお、今作表題曲のミュージックビデオは監督を安井塑宇が務め、小澤廉が友情出演したほか、2020年1月21日にYouTubeにて公開されている。

## 収録曲
| #         | タイトル                                                     | 作詞      | 作曲      | 編曲                          | 時間  |
| --------- | ------------------------------------------------------------ | --------- | --------- | ----------------------------- | ----- |
| 1.        | 「Everlasting Dream」(『ダイヤのA actII』エンディングテーマ) | hotaru    | Tom-H@ck  | Tom-H@ck                      | 4:24  |
| 2.        | 「ゴールデンアフタースクール」(Orchestra Live Version)       | 大石昌良  | 大石昌良  | KanadeYUK、Tom-H@ck、田村修平 | 4:11  |
| 3.        | 「Everlasting Dream」(TV edit)                               |           |           |                               | 1:34  |
| 4.        | 「Everlasting Dream」(KARAOKE)                               |           |           |                               | 4:24  |
| 5.        | 「Everlasting Dream」(TV edit(KARAOKE))                      |           |           |                               | 1:32  |
| 合計時間: | 合計時間:                                                    | 合計時間: | 合計時間: | 合計時間:                     | 16:05 |

| #  | タイトル                       | 作詞 | 作曲・編曲 |
| -- | ------------------------------ | ---- | ---------- |
| 1. | 「Everlasting Dream」          |      |            |
| 2. | 「ゴールデンアフタースクール」 |      |            |